# Копачовка Вторая
Копачовка Вторая (укр. Копачівка Друга) — село в Волочисском районе Хмельницкой области Украины.
Население по переписи 2001 года составляло 154 человека. Почтовый индекс — 31234. Телефонный код — 3845. Занимает площадь 1,34 км². Код КОАТУУ — 6820985303.

## Местный совет
31234, Хмельницкая обл., Волочисский р-н, с. Пахутинцы